# 男女ノ川登三
男女ノ川 登三（みなのがわ とうぞう、1903年9月17日 - 1971年1月20日）は、茨城県筑波郡菅間村（現在のつくば市磯部）出身で佐渡ヶ嶽部屋（入門時は高砂部屋）に所属した大相撲力士。第34代横綱。本名は坂田 供次郎（さかた ともじろう（きょうじろう））。

## 来歴

### 誕生～初土俵、入幕
1903年9月17日に茨城県筑波郡菅間村（現在のつくば市磯部）で農家を営む一家に三男として生まれる。元々は屋根の修理屋で働いていたが、ある時修理中の屋根を踏み抜いてしまい、その力の強さに驚いた周囲の勧めで地元の相撲大会に出場するといきなり優勝してしまった。そのまま筑波郡大会・茨城県大会でも優勝し、自信を持って力士を志すようになった。そんなある日、偶然茨城県へ巡業に来ていた阿久津川高一郎を訪ねて入門を志願するものの、最初は厳しい稽古の話に終始したため諦めて戻るが、力士を目指す気持ちが全く揺るがなかったために4度訪問して、ようやく入門を許可された。
当初は富士ヶ根部屋に入門する予定だったが、1923年9月1日の関東大震災によって部屋が焼失したため、同じ一門の本家である高砂部屋に入門した。四股名は出身地である茨城県筑波郡と、百人一首でもお馴染みである「つくばねの みねよりおつる みなのがわ‥」から男女ノ川 供次郎とした。
1924年1月場所で初土俵を踏むと、負け越し知らずで1927年1月場所には新十両昇進、1928年1月場所で新入幕を果たした。1929年5月場所には「朝潮 供次郎」と改名した。当時、朝潮と同じく体格の良い出羽ヶ嶽文治郎や、ともに「将来の大関・横綱」として並び称された武藏山武との取り組みは非常に人気があり、このためだけに両国国技館が18年ぶりに満員札止めになったこともあった（1930年1月場所千秋楽）。さらに、武藏山武との取り組みは松内則三によって実況中継され、大変な人気となった。

### 春秋園事件～横綱へ
優勝同点も数回記録する順調な出世だったが、大関を目前とした1931年5月場所の直前に右膝関節炎を患い、無念の休場となる。1932年1月6日には天竜三郎を首謀とした春秋園事件が勃発し、朝潮も日本相撲協会を一時脱退した。協会を脱退したことに激怒した高砂は「朝潮」の名を剥奪して四股名は男女ノ川に戻され、所属部屋も佐渡ヶ嶽部屋へ転属となった。この頃、「落ちてはいけない、登れ」と言われたことで、下の名前は供次郎から「登三」と改めた。
男女ノ川は1933年1月場所に幕内格で帰参するが、この時の番付は別番付、いわゆる「別席」で地位が明記されていなかったため、「無冠の帝王」と言われたが、この場所を11戦全勝で優勝する。この好成績が認められて翌場所に小結へ昇進すると、1934年1月場所には関脇で9勝2敗の好成績によって2度目の優勝、大関に昇進した。
新大関で迎えた1934年5月場所は5勝6敗と負け越したもののそれ以降は好成績を挙げ、
1936年春場所で双葉山、玉錦から黒星を喫するが、同年1月21日に行われた番付編成会議では満場一致で横綱に推挙され、5月場所で横綱に昇進した。
同年11月18日には吉田司家で横綱授与式が行なわれた。
しかしその後は春秋園事件前に痛めた関節炎の影響で強弱の差が激しく、横綱時代は双葉山定次に全く歯が立たなかった。小手投げを得意としたが、その割に体全体で行わず手先だけで行っていたため、軽く負けてしまうこともあった。この有様に見かねた太刀山峯右エ門が助言しようとしていたが一切聞く耳を持たなかったことで、もしきちんと聞いて修正したら長く活躍できたと思われる。

### 現役引退
1938年5月場所千秋楽では武藏山と対戦するが、両者とも横綱でありながら6勝6敗同士で勝ち越しと負け越しを掛けた一番という対戦となった。男女ノ川はこれに敗れて皆勤負け越しという不名誉な記録を作ってしまうが、この時のショックからか奇行が目立つようになり、ダットサンを運転して場所入りしたり、戦局悪化による燃料統制で運転できなくなると自転車で場所入りしたり、早稲田大学の聴講生となったりした。1941年5月場所2日目には新入幕だった双見山又五郎との対戦で敗れ、1942年1月場所を最後に引退した。
男女ノ川は帰参後、「勝敗など無関係、1番強いのはワシだ」と周囲に言っていた。流石に双葉山が横綱に昇進するとこのような発言は無くなったが、今度は逆に「双葉を強くしたのはワシだ」と言うようになった。確かに男女ノ川は若い頃の双葉山にとって重要な稽古相手だったことは否めないが、少なくとも69連勝を達成して戦前を代表する大横綱となった双葉山に対して幕内最高優勝が僅か2回、さらに皆勤負け越しも記録し、現役時代末期には東西制第2期の取組編成に助けられて平幕2ケタ台の力士との対戦が組まれたことでやっと2ケタ白星（当時15日制）に漕ぎ着けた男女ノ川の発言は信憑性に欠ける。

### 廃業～晩年
引退後は一代年寄制度で年寄・男女ノ川を襲名し、日本相撲協会理事に就任した。しかし自宅の庭に開墾した農園の経営に熱中するあまり協会に関心が無くなっていき、理事会にも出席しない日が続いた結果、理事を辞任して協会自体も1945年6月場所を最後に廃業した。廃業後は農園経営に集中する傍ら、中島飛行機会社の青年学校の教官を務め、日本勤労大衆党から第22回衆議院議員総選挙（東京都第2区）に出馬するも落選、その後行われた第24回衆議院議員総選挙にも出馬して落選した。二度の落選で農園と貯金の大半を失い、サラリーマンから保険外交員・土建業・金融業・私立探偵も務めたが、私立探偵といっても身長193cmの巨体だったゆえに尾行もままならず、即座に廃業した。宮本徳蔵は探偵業に就いた男女ノ川について「深層意識には人目に立たない、ちっぽけな人間に変身したいとの願望が棲みついていたに違いない」と分析している。1953年時点では西村金融緑町支店に勤務していたが倒産するなど仕事が長続きせず、間もなく妻子に捨てられ、一人暮らしを始めた。母親の死後は風来坊のような生活を行い、一時期演技の素人ながら悪漢面を買われてアクション映画に出演していたという。
千代田生命保険第二支社支社長補となった矢先に脳卒中で倒れ、すぐに発見されて一命を取り留めたものの杖無しでは歩くこともままならないほど衰弱したため、東京・保谷の養老院尚和園に入所した。しかし、男女ノ川が養老院へ入所したことだけで新聞ダネになるなど不遇な晩年を過ごすことになり、雑誌のインタビューでは記者に「酒を飲む金も無くてね…」と弱音を吐いていたところ、その記者が一升瓶を差し出すと満面の笑みを見せたほどである。あまりの境遇に、1965年には現役時代に対戦経験がある時津風や高砂の提案で日本相撲協会が募金によって援助したことさえあるが、その金も選挙に立候補する資金を作ろうとして競艇で負け、手元には1円も残らなかった。1968年12月25日には時津風の相撲協会葬が蔵前国技館で行われて男女ノ川も参列したが、前述のように脳卒中で倒れて以降は歩行時に杖が欠かさなくなったため、杖をついてフラフラに歩き、色褪せたつぎはぎだらけの喪服で参列した大きな男女ノ川にその場に居合わせた者は哀れみを憶えたという。1963年には還暦を迎えたが、脳卒中で歩行すら困難な状況でもあったため還暦土俵入りは実現できず、還暦土俵入りで用いられる赤い綱を受け取ったかも不明である。
最晩年は東京・武蔵村山市の料亭「村山砦」に身を寄せていた。下足番をしていたというのは都市伝説とも言われており、この料亭は相撲ファンの一人が経営していた店で歩行困難な元横綱のために一肌脱いだものである。当初、男女ノ川は養老院に入所したまま「このまま（の生活）でいい」と断ったが熱心な勧誘に最後は折れ、店舗近くの社宅に住んで店の法被を着用し、終の棲家として生活を送っていた。
1971年1月20日、脳出血のため東京都内の病院で死去した。67歳没。この日は、奇しくものちに貴乃花光司と共に「若貴兄弟」として爆発的な人気を呼び、自身も横綱へと昇進する若乃花勝（現・花田虎上）が生まれた日でもあった。当日、店の関係者が出勤してこない男女ノ川の自宅を訪れたところ、男女ノ川が部屋の中で倒れていたという。引退後も相撲協会の理事長として大きな足跡を残した双葉山に比べ、末路は天と地ほどの差で、葬儀も参列者が僅か30人足らずという寂しさであった。男女ノ川には当時33歳になる長男がいたが、墓所は不明である。
2020年秋、佐倉市内に住む村山砦の元従業員宅から男女ノ川のスケッチブックやアルバム帳など遺品数点が発見された。2022年には、84歳になっていた男女ノ川の長男のインタビューが掲載された。

## エピソード
- ジャガイモが大好物で、毎日一貫目（約3.75kg）を塩茹でにしておやつにしていた。その減りには極めて敏感で箱一杯の中から一個だけ無くなってもすぐに見抜いたと言われ、付き人をしていた東富士欽壹はよく「こらキン坊、一つ食っただろ!?」と怒られたという。当時の庶民の食糧であるジャガイモに馴染めたことが力士として出世した一因となっている。
- 太刀山峯右エ門の真似をして、稽古土俵の中に丸を描いて「この丸からワシを押し出したら賞金を出すぞ」と言って稽古を付けたが、簡単に押し出されたためにすぐに財布が空になって中止した。男女ノ川の稽古不足を見かねたかつての大横綱が稽古に気持ちを集中させるために考案した自らのやり方を伝えた物であるが、全くの逆効果となってしまった。
- 中根駒十郎や菊池寛が後援していた[6]。
- 一代年寄制度は男女ノ川を引退させるために師匠の佐渡ヶ嶽(元幕内・阿久津川)が世話の一環として作った制度といわれる。また、男女ノ川を理事に推薦したのも佐渡ヶ嶽であった[6][10]。しかし男女ノ川はそうした恩義を弁えず、最終的に親方を廃業している。
- 早稲田大学には聴講生から専門部に入り卒業したが、その為に神経痛と偽り地方巡業を休んでいたという[6]。
- 独特の顔立ちが特徴で、長谷川町子の漫画「サザエさん」で名前が挙がったこともある。また海軍大将の永野修身は男女ノ川に容貌が似ていたことから「男女川」と渾名されていた。
- 明治生まれの横綱経験者としては最後の存命者であった。

## 主な成績

### 通算成績
- 通算成績：294勝155敗1分33休 勝率.655
- 幕内成績：247勝136敗1分33休 勝率.645
- 横綱成績：87勝55敗22休 勝率.613
- 現役在位：45場所
- 幕内在位：35場所（幕内格別席1場所、春秋園事件の1場所（1932年1月場所）を含まず）
- 横綱在位：12場所
- 大関在位：4場所
- 三役在位：8場所（関脇5場所、小結3場所）
- 金星：2個（常ノ花寛市・玉錦三右衛門）

### 各段優勝
- 幕内最高優勝：2回（全勝1回）

優勝同点：4回（1929年3月場所・9月場所、1930年10月場所、1931年1月場所）
- 三段目優勝：1回（1926年1月場所）

### 場所別成績
| 1924年 （大正13年） | （前相撲）              | x                | 西序ノ口16枚目 4–2 | x                    |
| 1925年 （大正14年） | 東序二段30枚目 5–1      | x                | 東三段目48枚目 5–1 | x                    |
| 1926年 （大正15年） | 西三段目12枚目 優勝 6–0 | x                | 東幕下10枚目 4–2   | x                    |
| 1927年 （昭和2年） | 東十両8枚目 5–1         | 東十両8枚目 4–5  | 東十両筆頭 5–5     | 東十両6枚目 9–2      |
| 1928年 （昭和3年） | 西前頭14枚目 6–5        | 東前頭13枚目 8–3 | 東前頭10枚目 7–4   | 東前頭10枚目 5–6     |
| 1929年 （昭和4年） | 西前頭4枚目 5–5 1分     | 西前頭4枚目 9–2  | 西前頭2枚目 6–5    | 西前頭2枚目 8–3 旗手 |
| 1930年 （昭和5年） | 西小結 8–3              | 西小結 6–5       | 西前頭筆頭 6–5 ★   | 西前頭筆頭 9–2 旗手  |
| 1931年 （昭和6年） | 東関脇 9–2              | 東関脇 8–3       | 西関脇 0–0–11      | 西関脇 1–10          |
| 1932年 （昭和7年） | 東前頭3枚目 – 脱退      | x                | x                  | x                    |
| 1933年 （昭和8年） | 前頭 11–0 ★             | x                | 西小結 8–3         | x                    |
| 1934年 （昭和9年） | 西関脇 9–2              | x                | 西張出大関 5–6     | x                    |
| 1935年 （昭和10年） | 西張出大関 9–2          | x                | 西大関 8–3         | x                    |
| 1936年 （昭和11年） | 東大関 9–2              | x                | 東横綱大関 6–5     | x                    |
| 1937年 （昭和12年） | 西横綱 7–4              | x                | 西横綱 0–0–13      | x                    |
| 1938年 （昭和13年） | 東横綱大関 7–6          | x                | 東張出横綱 6–7     | x                    |
| 1939年 （昭和14年） | 東張出横綱 11–2         | x                | 西横綱 9–6         | x                    |
| 1940年 （昭和15年） | 西横綱 10–5             | x                | 西横綱 10–5        | x                    |
| 1941年 （昭和16年） | 東横綱 10–5             | x                | 東横綱 2–4–9       | x                    |
| 1942年 （昭和17年） | 西横綱 引退 9–6–0       | x                | x                  | x                    |
| 各欄の数字は、「勝ち-負け-休場」を示す。 優勝 引退 休場 十両 幕下 三賞：敢=敢闘賞、殊=殊勲賞、技=技能賞 その他：★=金星 番付階級：幕内 - 十両 - 幕下 - 三段目 - 序二段 - 序ノ口 幕内序列：横綱 - 大関 - 関脇 - 小結 - 前頭（「#数字」は各位内の序列） |                         |                  |                    |                      |

### 幕内対戦成績
| 青葉山   | 4    | 1  | 安藝ノ海 | 2    | 0  | 旭川     | 8 | 1    | 綾川     | 4  | 1  |  |  |  |
| 綾錦     | 1    | 1  | 綾昇     | 3    | 3  | 荒熊     | 4 | 0    | 伊勢ノ濱 | 0  | 1  |  |  |  |
| 五ツ嶋   | 2    | 0  | 大潮     | 7    | 1  | 大浪     | 1 | 1    | 大ノ里   | 5  | 6  |  |  |  |
| 沖ツ海   | 1    | 1  | 開月     | 2    | 0  | 海光山   | 1 | 0    | 鏡岩     | 13 | 2  |  |  |  |
| 笠置山   | 4    | 0  | 鹿嶋洋   | 1    | 1  | 桂川     | 4 | 0    | 金湊     | 2  | 0  |  |  |  |
| 九州山   | 1    | 0  | 錦城山   | 2    | 1  | 九ヶ錦   | 1 | 1(1) | 古賀ノ浦 | 1  | 0  |  |  |  |
| 小松山   | 1    | 1  | 駒ノ里   | 3(1) | 0  | 佐賀ノ花 | 2 | 2    | 佐渡ヶ嶋 | 0  | 1  |  |  |  |
| 信夫山   | 7(2) | 3  | 清水川   | 6    | 5  | 白岩     | 3 | 1    | 新海     | 12 | 2  |  |  |  |
| 外ヶ濱   | 2    | 3  | 大邱山   | 5    | 2  | 寳川     | 1 | 0    | 楯甲     | 1  | 3  |  |  |  |
| 玉碇     | 7    | 4※ | 玉錦     | 5    | 12 | 玉ノ海   | 4 | 4    | 太郎山   | 2  | 1  |  |  |  |
| 筑波嶺   | 1    | 0  | 常ノ花   | 2    | 4  | 鶴ヶ嶺   | 2 | 2    | 照國     | 2  | 2  |  |  |  |
| 出羽ヶ嶽 | 5    | 1  | 出羽ノ花 | 1    | 0  | 出羽湊   | 3 | 1    | 天竜     | 5  | 4  |  |  |  |
| 巴潟     | 5    | 0  | 名寄岩   | 4    | 4  | 能代潟   | 5 | 0    | 羽黒山   | 1  | 5  |  |  |  |
| 幡瀬川   | 3    | 3  | 磐石     | 9(2) | 0  | 番神山   | 2 | 0    | 肥州山   | 1  | 1  |  |  |  |
| 備州山   | 1    | 0  | 常陸岩   | 6    | 2  | 常陸嶋   | 2 | 1    | 常陸嶽   | 1  | 0  |  |  |  |
| 藤ノ川   | 1    | 0  | 藤ノ里   | 2    | 0  | 二瀬川   | 2 | 0    | 双葉山   | 5  | 10 |  |  |  |
| 双見山   | 0    | 1  | 松前山   | 1    | 0  | 松浦潟   | 3 | 0    | 武藏山   | 5  | 10 |  |  |  |
| 大和錦   | 1    | 0  | 山錦     | 6    | 4  | 雷ノ峰   | 2 | 1    | 竜王山   | 0  | 1  |  |  |  |
| 両國     | 4    | 3  | 和歌嶋   | 6    | 5  | 若葉山   | 7 | 2    | 若常陸   | 3  | 1  |  |  |  |

※他に、玉碇と痛分が1つある。